# Legio XIX
Legio undevigesima ou Legio XIX ("Décima-nona legião") foi uma legião do exército imperial romano criada entre 41 e 40 a.C. pelo herdeiro de Júlio César, Otaviano, o futuro imperador Augusto. Ela foi destruída em 9 d.C. na Batalha da Floresta de Teutoburgo juntamente com a Legio XVII e a Legio XVIII. Seu emblema é desconhecido, mas é provável que tenha sido um capricórnio, como as outras legiões criadas por Augusto.

## História
Depois de formada, a primeira missão da décima-nona foi na Sicília, onde Sexto Pompeu, filho de Pompeu, ainda mantinha uma revolta que ameaçava o suprimento de cereais de Roma. Em 30 a.C., veteranos da décima-nona foram assentados perto de Pisa e os membros remanescentes foram movidos para a fronteira do Reno, com base em Colônia. A décima-nona participou das campanhas de Druso (13–9 a.C.) e Tibério (8–5 a.C.), quando a região foi transformada numa província (Germânia), com Públio Quintílio Varo como governador.
Em 9 de setembro, Armínio, líder dos queruscos e um aliado romano, preparou uma armadilha. Ele relatou que uma grande revolta das tribos ocidentais estava em andamento e sugeriu que tanto o governador quanto suas legiões voltassem para o Reno. Varo aceitou a sugestão e seguiu com a Legio XVII, Legio XVIII e a Legio XIX para o local. O exército foi encurralado perto de Osnabrück e completamente destruído na Batalha da Floresta de Teutoburgo. Entre 16 e 18, Germânico, o comandante dos exércitos do Reno procurou por sobreviventes das três legiões perdidas.
Depois desta derrota, nenhum dos três números foi novamente utilizado para designar uma legião novamente.